# 다비 엠베
다비 엠베(프랑스어: Jacques-David Embé, 1973년 11월 13일 ~ )는 카메룬의 은퇴한 축구 선수이자, 포지션은 스트라이커였다. 그는 지난 1994년 FIFA 월드컵 조별리그에서 스웨덴을 상대로 득점을 기록했었다.